# Саломе
Саломе (шп. Salomé) мексичка је теленовела, продукцијске куће Телевиса, снимана током 2001. и 2002.
У Србији је приказивана 2003. на Трећем каналу РТС-а.

## Синопсис
Прича почиње 1980, главни лик је Саломе, трбушна плесачица која са својом другарицом Карисијом ради у ноћном клубу. Она упознаје Хулија Монтесина, ожењеног мушкарца који има посесивну мајку, и заљубљује се у њега. Остаје трудна и рађа његово дете, али бежи са својом бебом како би је спасла лошег утицаја Лукресије, Хулиове мајке. Са собом води и још две бебе, децу њеног пријатеља које је мајка оставила, а циљ јој је да сакрије које је дете заиста њен син.
Две деценије касније, она се враћа са три прелепа младића, Хосе Хулијаном, Хосе Армандом и Хосе Мигелом. Они су веома знатижељни да сазнају истину коју њихова мајка крије од њих годинама – ко је од њих њен син. Она више није Саломе, већ Фернанда, пословна жена и пожртвована мајка. Са својом децом враћа се у Хулиов живот и почиње борбу са Лукресијом. Ова, у очајничкој жељи да добије унуче које Анхела, Хулиова жена, због болести није могла да јој да, на све начине покушава да сазна који је од ова три младића њен унук.

## Улоге
| Глумац:                  | Улога:          |
| ------------------------ | --------------- |
| Едит Гонзалез            | Фернанда Саломе |
| Гај Екер                 | Хулио           |
| Себастијан Лигарде       | Дијего          |
| Моника Санчез            | Анхела          |
| Марија Рубио             | Лукресија       |
| Арон Ернан               | Артуро          |
| Патрисија Рејес Спиндола | Манола          |
| Кати Барбери             | Лаура           |
| Ниурка Маркос            | Карисија        |
| Роберто Вандер           | Маурисио        |
| Роберто Палазуелос       | Бето            |
| Рафаел Амаја             | Хосе Хулијан    |
| Ернесто Де Алесио        | Хосе Мигел      |
| Хосе Марија Торе         | Хосе Армандо    |
| Алесандра Росалдо        | Карла           |
| Клаудија Силва           | Ева             |
| Хулијан Браво            | Гиљермо         |
| Раул Рамирез             | др Иниго        |
| Раул Кастељанос          | Хуанито         |
| Хосе Роберто Канторал    | Лучо            |
| Илијана де ла Гарза      | Леонор          |
| Лорена Алварез           | Луиса           |
| Пати Дијаз               | Марта           |
| Андрес Гарсија Јуниор    | Виктор          |
| Хаиме Гарза              | Иполито         |
| Карлос Едуардо Рико      | Пиро            |
| Росита Пелајо            | Кикис           |
| Летисија Пердигон        | Лола            |
| Пабло Ченг               | Вили            |
| Росио Калдерон           | Росио           |
| Хамена Гомез             | Чиво            |
| Карлос Гонзалез          | Кајро           |
| Артуро Гизар             | Абел            |
| Родриго Видал            | Дани            |
| Марин Ернандез           | Аркадио         |
| Алехандра Прокуна        | Ребека          |
| Сусана Забалета          | Сусана          |
| Кармен Бесера            | Дијана          |
| Марко Мендез             | Леон            |